# Rinat Dzhumabaev
Rinat Dzhumabaev, conosciuto anche come Rinat Jumabayev (in russo Рина́т Атогали́евич Джумаба́ев?; Şımkent, 23 luglio 1989) è uno scacchista kazako, Grande maestro e due volte campione kazako.

## Biografia
Ottiene il titolo di Grande maestro nel 2009 a vent'anni, dopo aver ottenuto tre norme ai tornei di Zvenigorod, Mosca e Gyumri.

## Carriera
Nel 2011 partecipa alla Coppa del Mondo dove esce al primo turno, sconfitto dal grande maestro francese Laurent Fressinet.
Nel 2015 partecipa alla Coppa del Mondo dove esce al primo turno, sconfitto dal grande mastro ucraino Pavlo El'janov.
Nel 2019 partecipa alla Coppa del Mondo. Passa il primo turno contro l'ungherese Ferenc Berkes, al secondo turno viene eliminato dal Super GM Dmitrij Andrejkin.
Nel 2024 in luglio vince la sezione open del Torneo scacchistico internazionale di Bienne.